# Diecezja Kollam
Diecezja Kollam – diecezja Malankarskiego Kościoła Ortodoksyjnego z siedzibą w Kollam w Indiach, położona w  stanie Kerala. 
W 1876 syryjski patriarcha Antiochii Ignacy Piotr IV powołał do istnienia sześć diecezji, w tym diecezję Kollam. W 1979 z jej terenu wydzielono diecezję Thiruvananthapuram, a w 1985 cztery parafie przyłączono do diecezji Chengannuru. W 2002 wydzielona została diecezja Mavelikara, a w 2010 diecezje Adoor-Kadampanad i Kottarakara–Punalur.

## Biskupi
- Dionizy V (od 1876 do 1891)
- Grzegorz z Parumali (od 1891 do 1902)
- Dionizy V (od 1902 do 1909)
- Vattasseril Geevarghese Mar Dionysius (od 1909 do 1912)
- Gheevargese Mar Gregorios (od 1909 do 1938)
- Alexious Mar Thevedosius (od 1938 do 1966)
- Mathews Mar Coorilos (od 1966 do 1991)
- Mathews Mar Epiphanios (od 1991 do 2009)
- Zachariah Mar Anthonios (od 2009)